# Viroïde papita mexicain
Le viroïde papita mexicain, connu sous le sigle MPVd (Mexican papita viroid), est un viroïde classé dans la famille des Pospiviroidae.
Ce viroïde a été isolé dans l'État mexicain d'Aguascalientes sur une espèce de pomme de terre sauvage, Solanum cardiophyllum (dont le nom vernaculaire est papita güera) . Il est considéré comme l'ancêtre de plusieurs viroïdes connus, dont le viroïde de la maladie des tubercules en fuseau (PSTVd). La séquence de nucléotides de ce viroïde est très proche de celle du PSTVd.
Selon certaines études, l'infection des pommes de terre cultivées par la maladie des tubercules en fuseau due au PSTVd pourrait provenir d'un transfert aléatoire du MPVd intervenu vers la fin du XIXe siècle lorsqu'on a introduit du plasma germinatif d'espèce sauvages mexicaines dans le but d'obtenir des gènes de résistance au mildiou (Phytophthora infestans).
Ce viroïde a été identifié en 2008 sur des cultures de tomates au Canada. 
Il est cité dans les normes NIMP 33 (normes internationales pour les mesures phytosanitaires) de 2010 parmi les organismes nuisibles qui peuvent présenter un risque pour le matériel de micropropagation des pommes de terre. 